# Kongelig bygningsinspektør
 Der er for få eller ingen kildehenvisninger i denne artikel, hvilket er et problem. Du kan hjælpe ved at angive troværdige kilder til de påstande, som fremføres i artiklen.

Kongelig bygningsinspektør er en dansk titel, som tildeles arkitekter, der arbejder for regenten – hvilket i dag vil sige Staten. Slots- og Kulturstyrelsen har ansvaret for at udpege de kongelige bygningsinspektører.
Embedet omfatter ikke én, men flere inspektører, der har forskellige danske landsdele som arbejdsfelt. De fire bygningsinspektorater fordeles således i forhold til områderne:
- Inspektorat 1, København, Bornholm, Helsingør og Lolland-Falster stift
- Inspektorat 2, Jylland og Fyn
- Inspektorat 3, København og Københavns omegn samt de to sønderjyske stifter
- Inspektorat 4, Sjælland, primært Nordsjælland og Roskilde og Fyns stift

Inspektørerne fører bygningsmæssigt tilsyn med en væsentlig del af kulturarven i form af statens fredede ejendomme og andre værdifulde statsejede bygningsværker i Danmark. Derudover fører de tilsyn med og er statens konsulenter i byggesager, der har med landets kirker at gøre.
De kongelige bygningsinspektorater er særligt interessante for arkitekter der arbejder med kulturarv og bevaring. Større (nye) bygningsopgaver for Staten udbydes i licitation og i åben konkurrence hver 4. år i fire separate rammeaftaler. Bygningsinspektoraterne tildeles efter offentligt udbud.